# Mázik Mihály
Dr. Mázik Mihály (Bódvavendégi, 1940. június 8.) szlovákiai magyar bölcsész-tanár.

## Élete
Diplomáját a kassai Pavol Jozef Šafárik Egyetem Bölcsészettudományi Karán, felnőttoktatási szakon szerezte Eperjesen. Aktív szellemi alkotó tevékenységeit néhány évtizedes pedagógiai tapasztalataira alapozza, melyek magukba foglalják az oktatás új metódusait, tanulmányokat, szakdolgozatokat, ének-zenei nevelés új értelmezését. A közművelés és a kultúra meghatározó szerepet tölt be életében. A már feledésbe merült népi hagyományok felkutatása, azok felelevenítése a helytörténeti könyveiben és krónikákban kerültek feldolgozásra.

## Művei
- Az Újbódvai Mezőgazdasági Szövetkezet története – két könyvkiadvány: „20 év a közösben” és ”Új utakon” – az efsz 50. évfordulója kéziratban
- A Bodolói Mezőgazdasági Szövetkezet története és krónikája – az efsz 15 éves krónikája – kézirat, könyvkiadvány és fotóalbum.
- A Péderi Mezőgazdasági Szövetkezet krónikája
- „Furulyaiskola és Módszertani könyv” – a magyar tannyelvű alapiskolák 1-9. évfolyamának diákjai hangszeres játék elsajátítására szolgáló Kodály és Orff módszerre alapozott. szakkönyv.
- „Gyökereink” – környékbeli települések helytörténete és néprajza (Tornaújfalu, Bódvavendégi, Horváti), amely a Lakiteleki Alapítvány pályázatán a világ minden tájáról érkezett 296 pályaműje közül 4. helyezést ért el.
- „Bölcskalendárium” – népi időjárás-jóslatok / „999 Bölcsesség” – zsebkönyv, gondolatok az életről, barátságról, szerelemről, művészetről
- „Ultimátum” – Rudolf Schuster volt köztársasági elnök könyvének fordítása szlovák nyelvről magyar nyelvre.[1]
- „Tájak – kultúrák – történelem” – turisztikai útikönyv szerkesztése Szepsi és Tarcal község közös kiadványa
- Szakmai tanácsadások – népdalcsoportok alapítása: Szepsi, Makranc, Péder, Tornaújfalu, Hidvégardó (HU)
- Vegyes-kórusok alapítása és vezetése: Efsz Bodoló, Tornaújfalu (asszony és férfi éneklőcsoport, vegyes-kórus), az „Énekszó“ című dalok könyve kiadvány összeállítása a Tornaújfalusi kórus közös éneklés évfordulójának 25. évében.

## Egyéb tevékenységei és publikációi
- Pedagógia felolvasás: „Zenei nevelés, új értelmezés-tanítás”, fesztiválok, népdalversenyek, tematikus zenés irodalmi estek (Betyárnóta-est, Dankó Pista est, „Tavaszi szél” járási döntők), Relációk – forgatókönyv a községi hangosbeszélőbe, „Élő és éltető” a Tornaújfalusi plébánia története, Virágvasárnapi passió feldolgozása, valamint egyéb publikációk pedagógusi tapasztalataimat és kultúrát érintő témákban (Tanítók lapja, Közművelés, Új Szó).
- Községi és egyéb krónikák: Kenyhec, Szepsi, Torna községek krónikái magyar és szlovák nyelven. Tornaújfalu községi krónikája magyar nyelven, a Tornaújfalusi a.i. és falu kulturális eseményeinek írásbeli megörökítése, Csemadok Tornaújfalusi Alapszervezet története – krónika és fotóalbum (országos verseny győztese).
- Kenyhec község története – Kenyhec község helytörténete és néprajza (monográfia), valamit a községről szóló album.[2]